# Richard Myers
Richard Bowman Myers (Kansas City, 1º marzo 1942) è un ex generale statunitense.
Venne promosso a capo dello stato maggiore congiunto il 1º ottobre 2001, attraverso il quale ha prestato servizio come principale consigliere militare del presidente degli Stati Uniti, del dipartimento della difesa americana e del consiglio per la Sicurezza Nazionale durante le prime fasi della guerra al terrorismo, tra cui la pianificazione dell'invasione dell'Iraq del 2003, fino a ritirarsi a vita privata nel 2005.
Dal 2016 al 2022 ha ricoperto la carica di rettore dell'Università statale del Kansas, dove è stato anche docente di storia militare.

## Biografia

### Inizi e carriera militare
Myers è nato a Kansas City il 1º marzo 1942. Il padre gestiva un negozio di ferramenta, mentre la madre era casalinga. Nel 1960 si è diplomato presso la Shawnee Mission School District della sua città e poi nel 1965 si è laureato all'università statale del Kansas presso la facoltà di ingegneria meccanica, dove è stato anche membro della confraternita Sigma Alpha Epsilon. Sempre nel 1965 Myers è entrato nell'Aeronautica militare degli USA attraverso il Reserve Officers' Training Corps (Corpo d'addestramento degli ufficiali della riserva) e ha inoltre seguito i corsi di volo presso la Vance Air Force Base di Enid, nell'Oklahoma. Nell'Aeronautica militare statunitense è stato pilota di aerei militari quali il Lockheed T-33, McDonnell Douglas F-4 Phantom II, McDonnell Douglas F-15 Eagle e General Dynamics F-16 Fighting Falcon. Successivamente, 1977, ha conseguito una seconda laurea alla Auburn University Montgomery in economia aziendale. Ha comandato l'Air Force Space Command.
Il generale Myers è stato anche vice capo degli Stati Maggiori congiunti dal 2000 al 2001 oltre che membro del comitato dei deputati del consiglio di sicurezza nazionale e del consiglio delle armi nucleari.
Il suo ruolo fondamentale è stato  quello di responsabile delle forze armate americane durante gli attacchi terroristici dell'11 settembre. Circa un mese dopo gli attentati, il 1º ottobre 2001 Myers è stato poi promosso come Capo dello stato maggiore congiunto.

### Ritiro

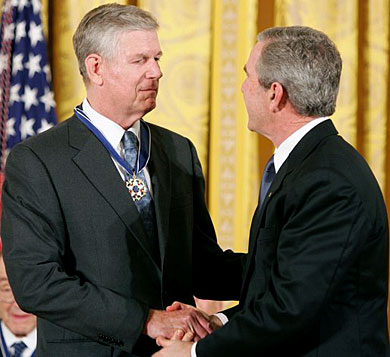
Myers mentre riceve la medaglia presidenziale della libertà dal presidente George W. Bush.

Il 30 settembre 2005 decise di dimettersi da Presidente delle forze armate congiunte e si è ritirato dalla vita militare dopo aver pubblicamente riconosciuto le gravi conseguenze fallimentari perpetrate durante la guerra in Iraq. Il 9 novembre successivo è stato insignito dal presidente americano George W. Bush della medaglia presidenziale della libertà "per aver servito la nazione con onore e distinzione e per aver svolto un ruolo centrale nella difesa della nazione, dedicandosi al benessere degli uomini e delle donne che indossano l'uniforme delle forze armate degli Stati Uniti come Presidente dei capi di stato maggiore".
Nel 2006 accetta l'incarico di rivestire a tempo parziale il ruolo di professore di storia militare presso l'università del Kansas (oltre a far parte del consiglio di amministrazione della United Technologies Corporation), fino a ricoprire il ruolo di rettore della stessa dal 15 novembre 2016 al 14 febbraio 2022.

## Vita privata
Myers è sposato con Mary Jo Rupp e ha tre figli, un maschio e due femmine.

## Opere
- Eyes on the Horizon: Serving on the Front Lines of National Security, New York, Threshold, 2009. ISBN 9781416560128.